# Pardosa beijiangensis
Pardosa beijiangensis este o specie de păianjeni din genul Pardosa, familia Lycosidae, descrisă de Hu și Wu, 1989. Conform Catalogue of Life specia Pardosa beijiangensis nu are subspecii cunoscute.